# Pseudo-Geber

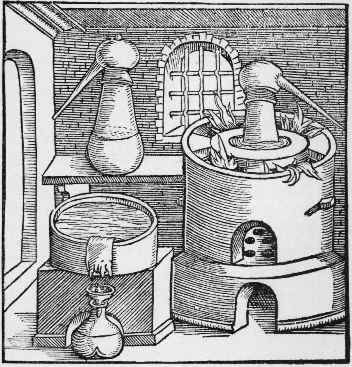
Four à distillation. Extrait du traité du Pseudo-Geber, XIVe siècle.

Le Pseudo-Geber ou Geber latin est un alchimiste de la fin du XIIIe siècle identifié par William Newman comme Paul de Tarente, un moine franciscain d'Assise.

## Alchimie
Un ouvrage d’alchimie réputé, la Summa perfectionis, fut longtemps attribué à un auteur de langue arabe Jabir ibn Hayyan (721-815), dit « Geber » en latin. Marcellin Berthelot a démontré que les ouvrages latins de Geber ne pouvaient venir de Jâbir ibn Hayyân mais dataient de la fin du XIIIe siècle, car ils décrivent des substances chimiques, surtout des acides minéraux, inconnus des Arabes et qui relèvent de la fin du XIIIe siècle. Le plus illustre de ces livres d'alchimie est La somme de perfection suprême (Summa perfectionis magisterii), rédigée vers 1270-1300.
Paul Kraus, spécialiste de l'histoire des sciences arabes, ne trouve aucun original arabe de la Summa. William Newman a proposé en 1986 la théorie selon laquelle Paul de Tarente, moine franciscain à Assise, pourrait être l'auteur. Michela Pereira a révisé les textes à la lumière des éditions et des études menées au cours des 25 dernières années. Elle a trouvé des différences notables entre les textes de Paul et de la Summa perfectionis magisterii. Sa conclusion est que l'écriture correspond à un proche, mais pas à Paul de Tarente lui-même.     

### Summa perfectionis magisterii
Cet ouvrage est également connu sous d'autres titres : La recherche de perfection, L'invention de la vérité, Le livre des fourneaux, Le testament.
La Somme de perfection est le grand classique de l'alchimie médiévale. Il est constitué de quatre livres.
- Le premier livre énumère les difficultés de l'art, les qualités requises de l'artiste, les arguments contre l'art, les hypothèses fausses puis les principes constitutifs de la matière.
- Le deuxième livre traite du magistère et de ses opérations, du four, du combustible et des vaisseaux, des sublimations, descensions, distillations, calcinations, solutions, coagulations, fixions, cérations.
- Le troisième livre expose les substances dont on peut tirer l’élixir : soufre, arsenic, mercure, marcassire, magnésie, tartre, l'essence des métaux et leur préparation pour recevoir la médecine.
- Le quatrième livre traite de l'élixir ou de la médecine correspondant aux différents métaux, et de l'essai des métaux, c'est-à-dire des moyens de voir si l'or est bien pur ou n'est pas une falsification. L'auteur introduit un troisième élément, à côté du soufre et du mercure : l'arsenic, qui intervient pour justifier la couleur blanche de l'argent[4].

### Œuvres
- Testamentum Geberi, édi. in Manget, Bibliotheca chemica curiosa, vol I, p. 562-564 ; B. S. Jorgensen, Centaurus, 13 (1968), p. 113-116.
- Jean Maugin de Richebourg, Bibliothèque des philosophes chimiques. Tome 1, ch. IV « La somme de la perfection de Géber », Cailleau, 1740 sur Gallica

### Éditions récentes
- William R. Newman, The Summa Perfectionis of Pseudo-Geber. A Critical Edition, Translation and Study, Leyde : E. J. Brill, 1991 (Collection de travaux de l'Académie Internationale d'Histoire des Sciences, 35)
- Mino  Celsi (1514-1575?) Artis chemicae principes Avicenna atque Geber,  (De  anima  in  arte  alchemiae  faussement  attribué  à Avicenne et trois traités attribués à Geber dont De inventione veritatis (De la découverte de la vérité), et Liber fornacum (Le livre des fours) ) ;  réédition avec préface de Didier Kahn, Manucius -  Bibliothèque interuniversitaire de médecine, 2003

### Études
- E. Darmstaedter, Die Alchemie des Geber, Berlin, 1922.
- E. J. Holmyard, L'alchimie (1957), trad., Arthaud, 1979, p. 142-149.
- William Newman,  «New Light on the Identity of "Geber"», Sudhoffs Archiv, Bd. 69, H. 1 (1985), pp. 76-90 JSTOR